# Gorlois

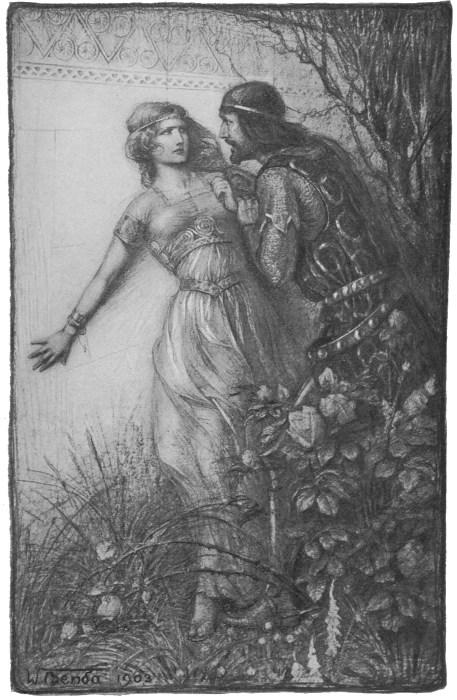
Ilustración de Igraine y Gorlois de Władysław T. Benda para Uther and Igraine, de Warwick Deeping (1903). En la mayor parte de la tradición artúrica moderna (un ejemplo prominente es Las nieblas de Avalón, de 1983) es retratado como un esposo celoso y posesivo.

En la leyenda artúrica, Gorlois (galés: Gwrlais) de Tintagel era duque de Cornualles, además de ser el primer marido de Igraine, la madre del rey Arturo, y el padre de sus hijas, las medias hermanas de Arturo. El segundo marido de Igraine fue Uther Pendragon, el Gran Rey de Gran Bretaña y padre de Arturo, quien se casa con ella después de matarlo.

## Nombre
El nombre Gorlois aparece por primera vez en la Historia Regum Britanniae (Historia de los reyes de Bretaña), de Godofredo de Monmouth (c. 1136). Culhwch y Olwen lo llaman Rica. La prosa Merlín y De Arthour y de Merlín lo llaman Duque Hoel (Höel) de Tintagel, y este último texto lo describe como el segundo marido de Igraine pero también antes de su matrimonio con Uther. En Perlesvaus, aparece como el rey Goloé (Golaas). Por su parte, los Itinerarios de William Worcester lo llaman Tador.

## Leyenda
Según la Historia Regum Britanniae, Gorlois era vasallo de Ambrosio Aureliano, cuya llegada a la batalla de Kaerconan aseguró la derrota de Hengist. En el Roman de Brut de Wace, cuando Octa, el hijo de Hengist, y su primo Ossa se rebelan, Gorlois ayuda a Uther a derrotarlos en York. En el Brut Tysilio, una versión galesa de la obra de Godofredo, Gorlois es el padre de Cador, duque de Cornualles, presumiblemente de una relación con Igraine.
Después de suceder a su hermano Ambrosio, Uther organiza un banquete para sus nobles y, al ver a Igraine, se enamora de ella. Al sentir el interés de Uther Pendragon, Igraine le pide a su marido que la lleve de regreso a su casa en Cornwall. La colocó en el castillo de Tintagel, más defendible, mientras se preparaba para defender su territorio de Dimilioc. Indignado por su partida sin permiso, Úter sitia los castillos de Gorlois con poco efecto. Consulta a su amigo Ulfino, quien le dice que la dama difícilmente puede ver con buenos ojos a alguien que le hace la guerra a su marido, y sugiere al rey que busque el consejo de Merlín para obtener acceso a Tintagel. Merlín idea un encantamiento que disfraza a Uther en la forma de Gorlois. De esta forma se acerca a Igraine y duermen juntos, concibiendo a Arturo. Sin que ninguno de los dos lo supiera, el verdadero Gorlois murió esa misma noche en la batalla contra las tropas de Uther. Finalmente, convencen a Igraine para que se case con Uther. (En la obra de Thomas Hughes Las desgracias de Arturo, de 1587, el fantasma de Gorlois condena a Arthur por la traición de su padre).
La muerte de Arturo, de Thomas Malory, siguiendo la tradición posterior de Merlín y los ciclos de prosa francesa, presenta a Gorlois como el padre de Morgana le Fay, Morgause y Elaine, quienes se corresponden aproximadamente con Brimesent, Belisent y Blasine en la variante "Hoel" de Gorlois. Después de la muerte de Gorlois, sus tres hijas se casan con vasallos de Uther: Elaine con el rey Nentres de Garlot, Morgause con el rey Lot de Orkney y (después de haber recibido una educación en un convento) Morgan con el rey Urien. Arturo no tiene conocimiento de sus medias hermanas después de que Merlín se lo lleva para ser criado por Sir Héctor.
El texto galés de los siglos XI y XII Culhwch y Olwen enumera a "Gormant, hijo de Rica (el hermano de Arturo por parte de su madre, siendo su padre el principal anciano de Cornualles)". Este pasaje es un paralelo de historias posteriores de Gorlois e Igraine. Los eruditos Rachel Bromwich y D. Simon Evans notan la similitud entre el elemento Gor- en los nombres de Gormant y Gorlois, lo que podría reflejar una práctica conocida en algunas dinastías europeas de la antigüedad tardía y la Alta Edad Media de compartir un prefijo de nombre. Existe la posibilidad de que Rica pueda ser equiparada con Ricatus (o Recgisi), un nombre que se encuentra en una cruz de Cornualles del siglo XI. Las tríadas de Peniarth dan el mismo título (principal anciano de Arturo en Celliwig, Cornualles) a Carádoco, que también podría equipararlo con Rica.
La prosa Merlín, del siglo XIII, nombra al marido de Ygerne como Hoel, duque de Tintagell, y a Ydiers como rey de Cornualles. Hoel e Ygerne tienen cinco hijas, que se casan con el rey Lot, el rey Ventres, el rey Urien y el rey Briadas.
El Survey of Cornwall (1602), de Richard Carew, sitúa a Gorlois como marido de Igerna y duque de Cornwall en el año 500 d. C., a quien sucede el conde Cador en el 526 d. C. El Libro de Baglan (1600-1607) lo llama Gurleis, Goulisor o Gwrleis, duque o príncipe de Cornualles y marido de Eigyr; es padre de Cador e hijo de Sortogus, descendiente directo por línea masculina de Majencio, Dyfnwal Moelmud, Kamber y Bruto de Troya.
William Worcester viajó a Cornualles en 1478 y registró en sus Itinerarios que "Tador, duque de Cornualles, marido de la madre de Arturo, fue asesinado" en el Castillo an Dinas. Esto generalmente se interpreta como una fusión de Gorlois con Cador, y como un lugar alternativo de la muerte de Gorlois, a diferencia del relato de la Historia Regum Britanniae de que murió en Dimilioc.

## Posible historicidad
Henry Jenner consideraba a Gorlois como una figura real del siglo V o VI, ya sea un jefe menor y vasallo de la Casa Real de Dumnonia, o de la línea de los jefes originales de los Dumnonii si los reyes de Dumnonia fueran los líderes de los britanos desplazados por los sajones. Sugirió que Bosworlas (en St Just) y Treworlas eran topónimos tomados de Gorlois, y señala que Bosworlas ('la Morada de Gorlois') está muy cerca de Bosigran ('la Morada de Igerna').